# NGC 7688
NGC 7688 est une vaste galaxie lenticulaire de brillance de forte brillance de surface. Elle est relativement lointaine et est située dans la constellation de Pégase. NGC 7688 a été découverte par l'astronome prussien Otto Struve en 1865. Elle a été redécouverte le 13 octobre 1865 par l'astronome américain Christian Peters. De petite taille apparente, NGC 7688 est une galaxie à brillance de surface élevée.
Peu d'études ont été réalisées sur cette galaxie, Google Scholar ne montre aucun article publié sur NGC 7688

## Caractéristiques
Sa vitesse par rapport au fond diffus cosmologique est de 11 039 ± 40 km/s, ce qui correspond à une distance de Hubble de 162,8 ± 11,4 Mpc (∼531 millions d'al).

### Brillance de surface
En raison de sa brillance de surface égale à 11,70 mag/am2, on peut qualifier NGC 7688 de galaxie à brillance de surface élevée (LSB en anglais pour low surface brightness). Les galaxies LSB sont des galaxies diffuses (D) avec une brillance de surface inférieure de moins d'une magnitude à celle du ciel nocturne ambiant.

## = Paire de galaxies
La galaxie au sud-ouest de NGC 7688 désignée comme LAMOST J233104.27+212423.3 par le logiciel Aladin et comme WISEA J233104.27+212423.5 par NED est sans doute une galaxie compagne de NGC 7688, malgré que NED indique que sa distance est inconnue, car sa vitesse radiale de 11 349 km/s car sa vitesse radiale est presque la même que celle de NGC 7688.